# 巴尔马塞达
巴尔马塞达（西班牙語：Valmaseda）是西班牙巴斯克自治区比斯开省的一个市镇。总面积22平方公里，总人口7069人（2001年），人口密度321人/平方公里。